# Saint-Benoist-sur-Mer
Saint-Benoist-sur-Mer è un comune francese di 352 abitanti situato nel dipartimento della Vandea nella regione dei Paesi della Loira.

## Società

### Evoluzione demografica
Abitanti censiti